# Nishimura Shigenaga
Nishimura Shigenaga est un nom japonais traditionnel ; le nom de famille (ou le nom d'école), Nishimura, précède donc le prénom (ou le nom d'artiste).
Nishimura Shigenaga (西村重長, noms de pinceau : Eikadō, Senkadō et Hyakuju) est un peintre de genre, figures, oiseaux, fleurs, maître de l'estampe, japonais des XVIIe-XVIIIe siècles, né vers 1695 ou 1716, mort en 1756. Ses origines ne sont pas connues.

## Biographie
Probablement propriétaire à Toriabura-chō (rue de l'huile) à Edo, Nishimura Shigenaga s'établit comme libraire dans le quartier de Kanda dans la même ville.
On lui doit de très nombreux livres illustrés où apparaissent tour à tour Kiyonobu puis Masanobu ainsi qu'un peintre et illustrateur de Kyoto, Nishikawa Sukenobu. Mais il est surtout connu comme étant le maître de Harunobu et d'Ishikawa Toyonobu.

## Estampes

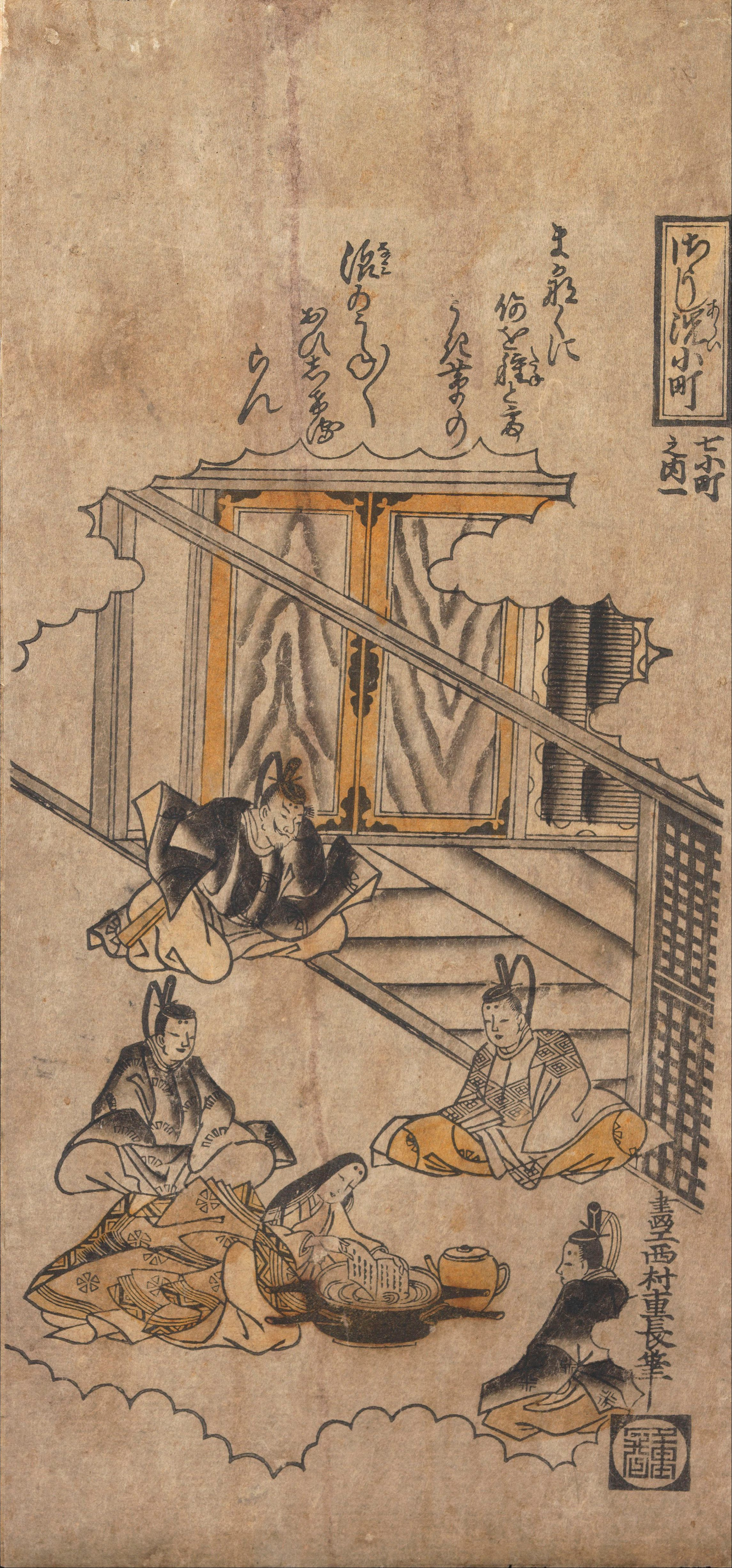
Ono no Komachi en train de laver les feuilles de sa poésie (ishizuri-e[2], 31 x 15 cm), Musée des beaux-arts de Bilbao.
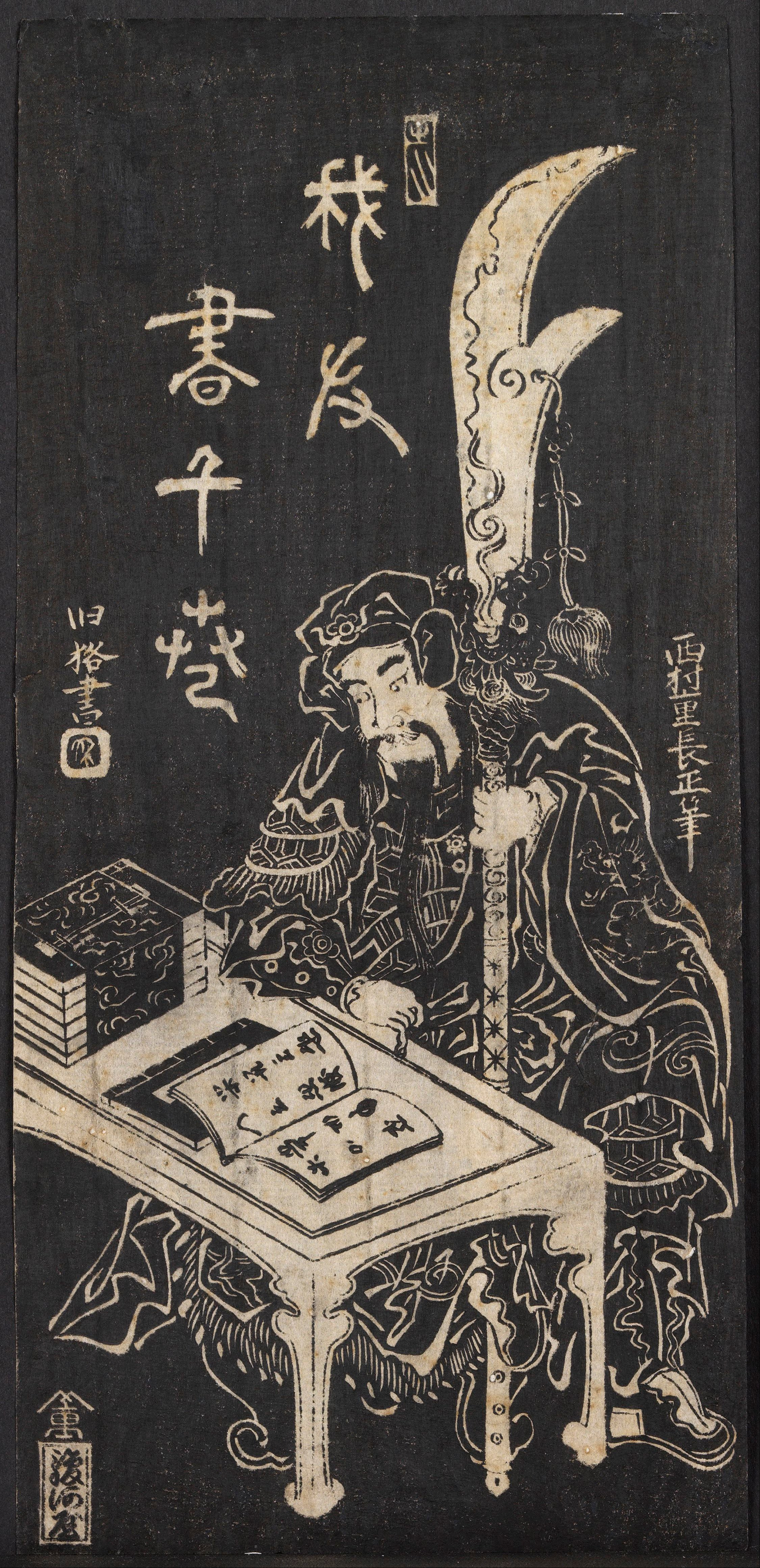
Estampe sumizuri-e  (noir et blanc, 29 x 14 cm), Musée des beaux-arts de Bilbao.
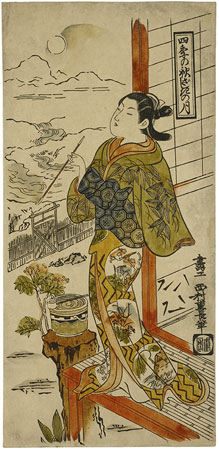
Dans la série des quatre saisons : Lune d'automne depuis la salle de réception, 1725-1730 (benizuri-e).
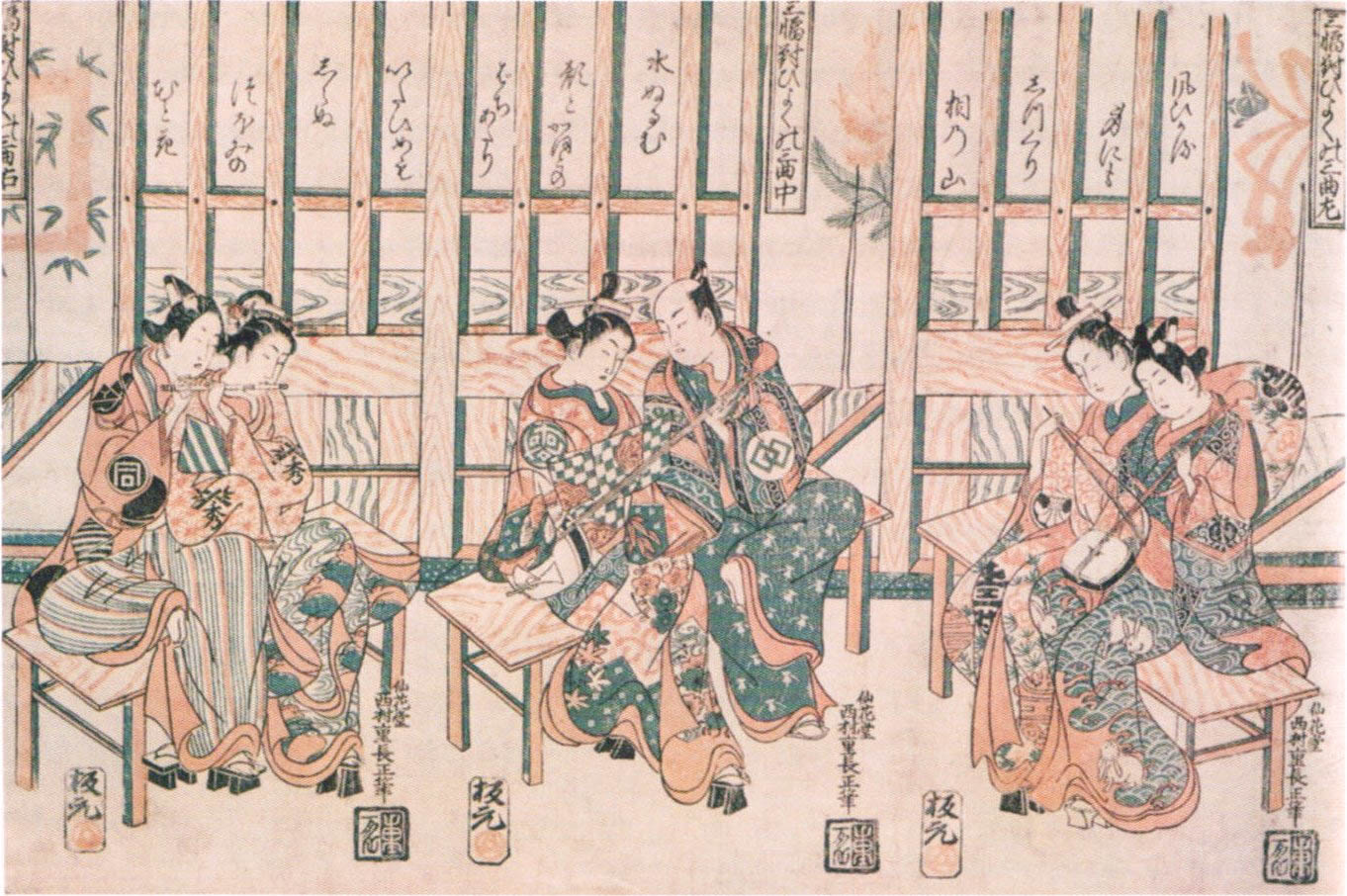
Trois chansons par trois couples de petits oiseaux amoureux, fin des années 1740 (benizuri-e, 29,3 x 43,7 cm), Honolulu Museum of Art.
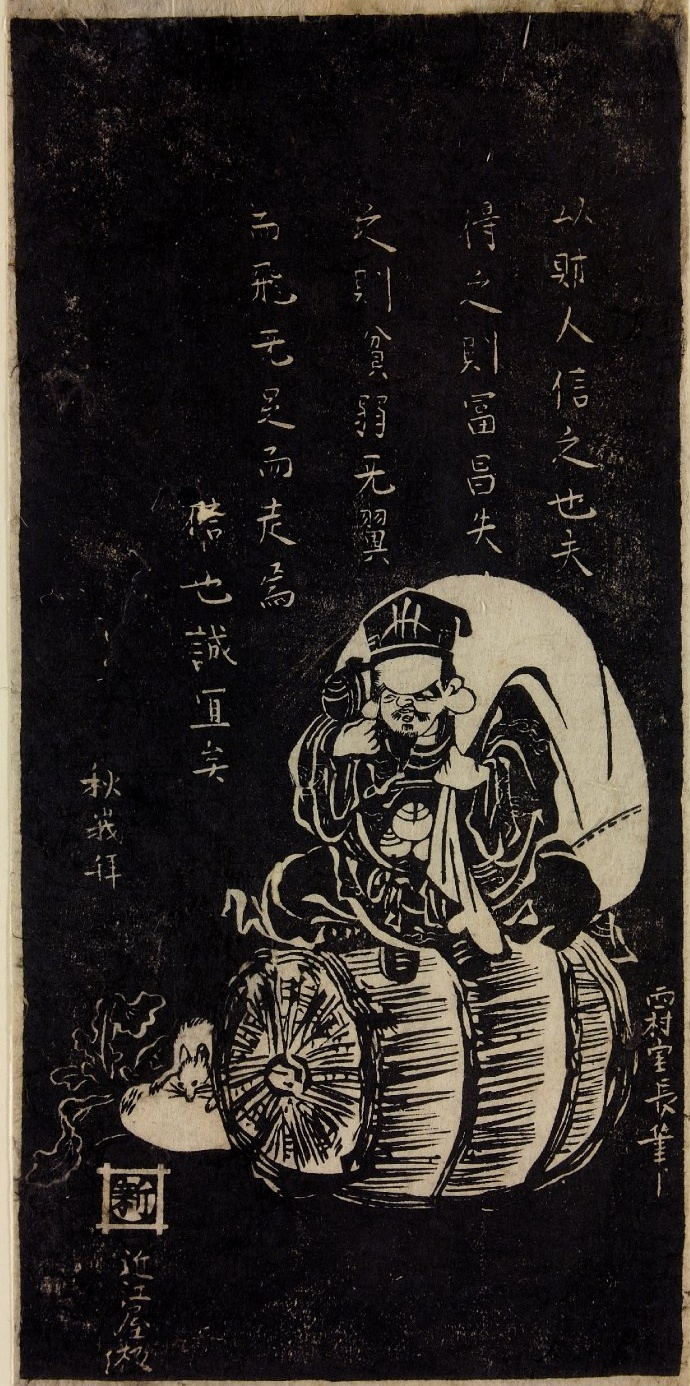
Le dieu Daikoku et un poème chinois (ishizuri-e), vers 1750, British Museum.
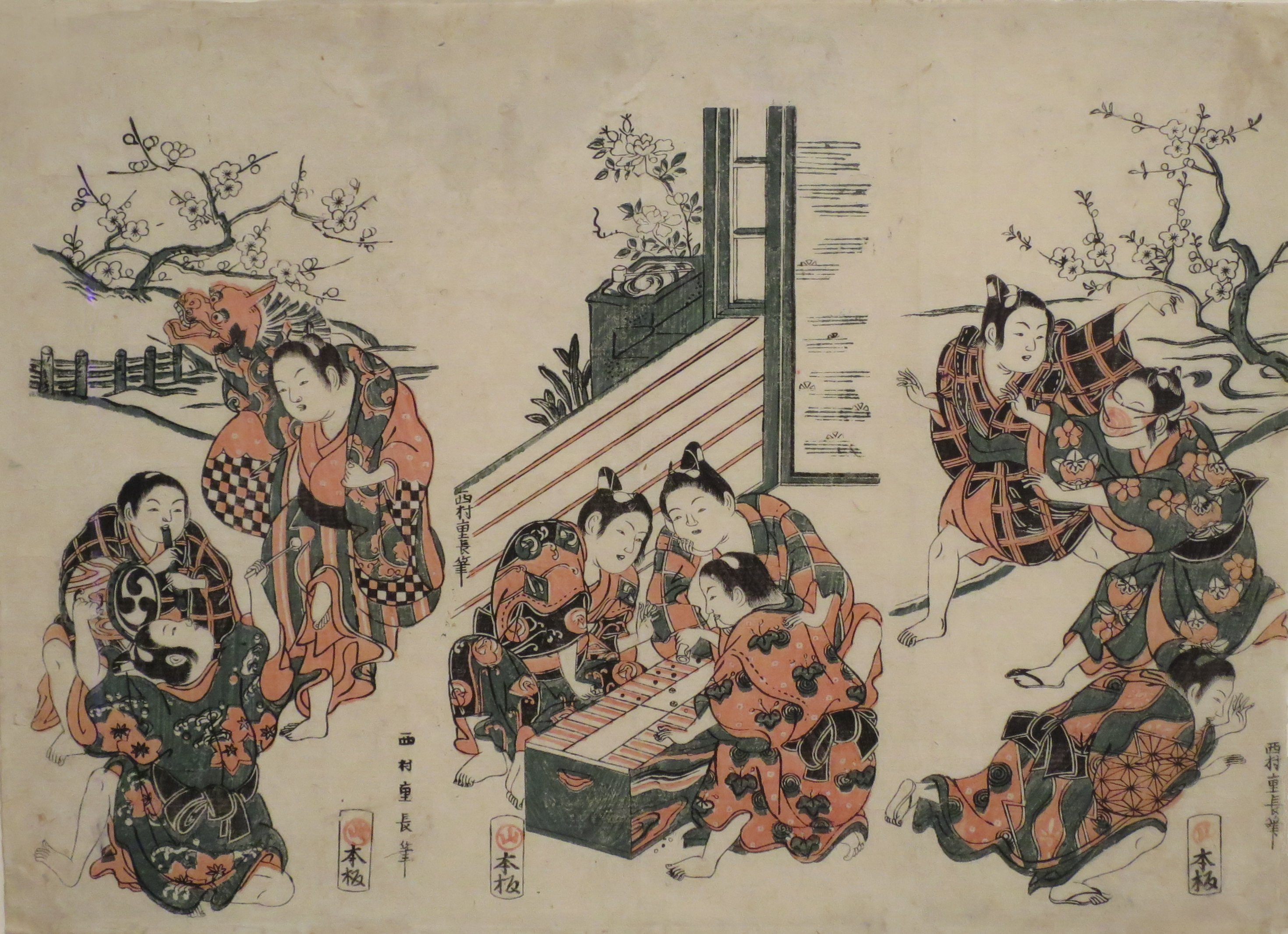
Jeux d'enfants, milieu des années 1750 (estampe bicolore, benizuri-e), Honolulu Museum of Art.

## Innovateur de style
Très polyvalent, il diversifie ses sujets : acteurs, fleurs, oiseaux et surtout courtisanes. Il est avec Masanobu l'un des premiers innovateur de l'abuna-e (demi-nu) et des uki-e (paysages en perspective) et aussi l'inventeur d'une formule que l'on attribue parfois à Masanobu, celle du triptyque, trois estampes formant une composition en largeur, formule qui connaît par la suite une grande popularité. Le musée Guimet de Paris conserve l'un de ces triptyques qui représente trois arrangements floraux à la mode chinoise. Il est encore l'auteur de nombreuses urushi-e (estampes colorées à la main avec des couleurs à la colle) et benizuri-e (estampes obtenues par deux ou trois blocs où domine la couleur rouge clair (benil).